# Pleurostachys geraldiana
Pleurostachys geraldiana är en halvgräsart som beskrevs av Davie. Pleurostachys geraldiana ingår i släktet Pleurostachys och familjen halvgräs. Inga underarter finns listade i Catalogue of Life.